# Forcipomyia illimis
Forcipomyia illimis är en tvåvingeart som beskrevs av Liu , Yan, Liu, Hao, Liu och Yu 2001. Forcipomyia illimis ingår i släktet Forcipomyia och familjen svidknott. Inga underarter finns listade i Catalogue of Life.